# Ламенський
Ламе́нський (рос. Ламенский) — селище у складі Голишмановського міського округу Тюменської області, Росія.
Населення — 780 осіб (2010, 926 у 2002).
Національний склад станом на 2002 рік:
- росіяни — 87 %